# Kadlín
Kadlín är en ort i Tjeckien.   Den ligger i regionen Mellersta Böhmen, i den centrala delen av landet, 40 km nordost om huvudstaden Prag. Kadlín ligger 298 meter över havet och antalet invånare är 131.
Terrängen runt Kadlín är platt, och sluttar söderut.Runt Kadlín är det ganska glesbefolkat, med 47 invånare per kvadratkilometer. Närmaste större samhälle är Mladá Boleslav, 14,5 km öster om Kadlín. Trakten runt Kadlín består till största delen av jordbruksmark.